# طفل الممحاة (رواية)
طفل الممحاة (رواية) هي رواية من سلسلة روايات ملحمة الملهاة الفلسطينية للأديب العربي الفلسطيني إبراهيم نصر الله. صدرت الرواية لأول مرة عام 2009 عن الدار العربية للعلوم ناشرونوتقع من 281 صفحةيحرص الكاتب في الرواية على بقاء ذاكرة الأجيال حية بإعادة هيكلة الحياة الفلسطينية، بأسلوب سردي قصصي ساخر.

## زمن الرواية
تدور أحداث الرواية حول الحياة في فلسطين، ومأساة الشعب الفلسطيني في مراحل مختلفة، فتصف ما قبل النكبة في فترة الانتداب البريطاني وما بعدها، وترصد حياة الفلسطينيين في الفترتين، والعادات والتقاليد والنضال في ذلك الوقت.

## حول الرواية
تتمحور أحداث الرواية حول شخصية تتقمص شخصية الفتى القروي، لتكون أقرب في الدلالة على زمن القصة، وبهذا يتمكن إبراهيم من التعمق في الحدث الفلسطيني، من خلال الفتى فؤاد الذي يعيش في قرية صغيرة حتى يلتقي به الراوي وأخذه في مسارات حياة بعيد عن أحلامه ورغباته، فيمثل فؤاد شخصية الضابط الذي يتقدم في حياته وعمله دون أن يمتلك المؤهلات لذلك، حتى أنه لا يثق بنفسه وثقة الآخرين به لم تكن سوى انعكاس لوهم يسيطر عليه بصورة مرعبة.، ويكفي أن يصدق البعض هذا الوهم ليصبح وكأنه حقيقة، لكنه سرعان ما ينهار أمام قسوة الواقع وحقيقته. وكان السبب بتسمة الفتى بطفل الممحاة هو قدرته على محو كل من يقابله وسحقه معنويًا بالطبع، وليس لأنه يوجد في الرواية دلالات على الممحاة. لم يقصد الكاتب توثيق التاريخ السياسي بشكل أساسي، بل ركز على الأحداث التي حلّت بالبشر والإنسان، وعمل على صياغة التفاعل فيما بينهم.

## اقتباسات
إن أصعب ما يمكن أن يحسه المرء أن يعيش، وأن تكون حياته خارجه، لغيره مرهونة، وهذه المسألة تعرفها أنت بالذات أكثر من سواك.
أما الذي لم تكن تعرفه، فأن تكون قرى بأكملها خارج الزمان والمكان، وقد قُدر لك أن تلمس بعض ذلك حين فتحت لك الحياة دروبها، لتكون ذلك الشخص الذي سيقف آخر الأمر حارساً وحيداً شامخاً أمام سيد البلاد.